# 高万兴
高万兴（？—925年），字鼎臣，河西（道治今甘肃省武威市）人，一说延州人，五代将领。
高万兴出身行伍。高万兴祖父高君佐，官至鄜延节度判官。父高怀迁，为本郡牙将，都押衙。高万兴与弟弟高万金都有武才，效命本军。自从王行瑜战败后，鄜延州县都被李茂贞强占，李茂贞以其部将胡敬璋为节度使，高万兴为胡敬璋部骑将，兄弟们都有战功。邠宁节度使杨崇本是李茂贞义子，改名李继徽。朱温杀害唐昭宗，李茂贞、李继徽和西川节度使、蜀王王建兵会岐阳，讨伐朱温，朱温派王重师守雍州、刘知俊守同州抗拒。李茂贞与王建会兵以图讨伐，久战无功。
天祐五年（908年）冬，胡敬璋去世，杨崇本以他的爱将刘万子为鄜延节度使，刘万子凶暴失士心。杨崇本被后梁所攻。天祐六年（910年）二月，刘万子葬胡敬璋，高万兴与其弟高万金乘发丧之日，纵兵击杀刘万子，归降朱温。朱温授高万兴为鄜延招抚使，高万兴与刘知俊合兵攻收鄜州（今陕西省富县）、坊州（今陕西省黄陵县东南）、丹州（今陕西省宜川县）、延州（今陕西省延安市北）等州，朱温分四州为忠义军节度使（治延州、代管丹州）、保大军节度使（治鄜州、代管坊州）两镇，以高万兴、高万金为节度使。高万金去世，后梁以高万兴兼领彰武、保大两镇节度使，为延州节度使。官至太师、中书令，封北平王。任内于禧州开场卖颗盐，取代原来专盐市场。唐庄宗灭后梁，高万兴入朝，参预郊礼陪位，还镇。后唐仍授高万兴旧职，官爵如故。兼彰武（治延州）、保大两镇节度使。同光三年（925年）闰十二月，高万兴卒于官任，其子高允韬权典留后。

## 延伸阅读
[在维基数据编辑]
 《舊五代史/卷132》，出自薛居正《舊五代史》
 《新五代史/卷40》，出自歐陽修《新五代史》